# مانويل شترلك
مانويل شترلك (بالكرواتية: Manuel Štrlek) مواليد 1 ديسمبر 1988 في زغرب، هو لاعب كرة يد كرواتي يلعب كجناح أيسر. يلعب حاليا مع فيف تارغي كيلسي ويحمل الرقم 17. مثل منتخب كرواتيا لكرة اليد. شارك في دورة الألعاب الأولمبية الصيفية سنة 2012. حقق المركز الثاني في بطولة أوروبا لكرة اليد للرجال 2010.

## سجل المنافسة
شارك في البطولات التالية:
- بطولة العالم لكرة اليد للرجال 2015
- بطولة أوروبا لكرة اليد للرجال 2012
- بطولة أوروبا لكرة اليد للرجال 2014
- بطولة أوروبا لكرة اليد للرجال 2016
- الألعاب الأولمبية الصيفية 2012
- الألعاب الأولمبية الصيفية 2016

## الإنجازات
- الدوري الكرواتي لكرة اليد: 2006-07، 2007-08، 2008-09، 2009-10، 2010-11، 2011-12
- الدوري البولندي لكرة اليد: 2012-13، 2013-14، 2014-15، 2015-16
- دوري أبطال أوروبا لكرة اليد: دوري أبطال أوروبا لكرة اليد 2015–16

## روابط خارجية
- مانويل شترلك على موقع الاتحاد الأوروبي لكرة اليد (الإنجليزية)
- مانويل شترلك على موقع أوليمبيديا (الإنجليزية)